# Pierre Surre
Pas d'image ? Cliquez ici

a Compétitions nationales et continentales officielles uniquement.

b Matchs officiels uniquement.
Pierre Surre, né le 5 janvier 1943 à Castillon-en-Couserans, est un joueur international français de rugby à XIII évoluant au poste d'ailier dans les années 1960 et 1970.

## Biographie
Il joue au rugby à XIII au sein du club du Toulouse olympique XIII remportant le Championnat de France en 1965 aux côtés de Pierre Lacaze, Pierre Parpagiola et Georges Aillères. Il poursuit sa carrière au RC Saint-Gaudens ajoutant un nouveau titre de Championnat de France en 1970 avec Michel Molinier et Serge Marsolan.
Fort de ses performances en club, il côtoie l'équipe de France et compte deux sélections officielles entre 1967 et 1968 affrontant l'Australie pour deux victoires.
Après sa carrière sportive, il devient entraîneur et permet au club du RC Saint-Gaudens de remporter le Championnat de France en 1991.

## Palmarès

### En tant que joueur
- Collectif : 
  - Vainqueur du Championnat de France : 1965 (Toulouse) et 1970 (Saint-Gaudens).
  - Finaliste du Championnat de France : 1964 (Toulouse), 1971 et 1972 (Saint-Gaudens).
  - Finaliste de la Coupe de France : 1964 et 1968 (Toulouse).

### Détails en sélection
| 1. | 24 décembre 1967 | Australie | 10-3  | Test-match | Ailier | - | - | - | - |
| 2. | 7 janvier 1968   | Australie | 16-13 | Test-match | Ailier | 3 | 1 | - | - |

### En tant qu'entraîneur
- Collectif :
  - Vainqueur du Championnat de France : 1991 (Saint-Gaudens).
  - Vainqueur de la Coupe de France : 1991 et 1992 (Saint-Gaudens).
  - Finaliste du Championnat de France : 1999 (Saint-Gaudens).